# رودیکا فراینتو
رودیکا فراینتو (انگلیسی: Rodica Frîntu؛ زادهٔ ۲۹ march ۱۹۶۰ (۶۴ سال)) ورزشکار روئینگ اهل رومانی است.
وی در مسابقات کشوری و بین‌المللی در مجموع برندهٔ ۱ مدال برنز شده‌است.